# Zaliv Kooperacija
Zaliv Kooperacija (englische Transkription von russisch Залив Кооперация Saliw Kooperazija, deutsch ‚Genossenschaftsbucht‘) ist eine Bucht an der Oates-Küste des ostantarktischen Viktorialands. Sie bildet den Westteil der Rennick Bay.
Teilnehmer der Zweiten Sowjetischen Antarktisexpedition (1956–1958), die das Gebiet 1958 fotografierten, benannten sie.